# Astropecten sinicus
Astropecten sinicus är en sjöstjärneart som beskrevs av Doderlein 1917. Astropecten sinicus ingår i släktet Astropecten och familjen kamsjöstjärnor. Inga underarter finns listade i Catalogue of Life.